# Moiré (Rhône)
Moiré település Franciaországban, Rhône megyében. Lakosainak száma 243 fő (2022. január 1.). Moiré Theizé, Bagnols, Frontenas és Val d’Oingt községekkel határos.

## Népesség
A település népességének változása:
| Lakosok száma | 199  | 200  | 207  | 210  | 218  | 227  | 230  | 233  | 243  |
|               | 2013 | 2015 | 2016 | 2017 | 2018 | 2019 | 2020 | 2021 | 2022 |